# Verseilles-le-Bas
Verseilles-le-Bas är en kommun i departementet Haute-Marne i regionen Grand Est (tidigare regionen Champagne-Ardenne) i nordöstra Frankrike. Kommunen ligger i kantonen Longeau-Percey som tillhör arrondissementet Langres. År 2022 hade Verseilles-le-Bas 111 invånare.

## Befolkningsutveckling
Antalet invånare i kommunen Verseilles-le-Bas
| Referens: INSEE |